# Кенгурятник

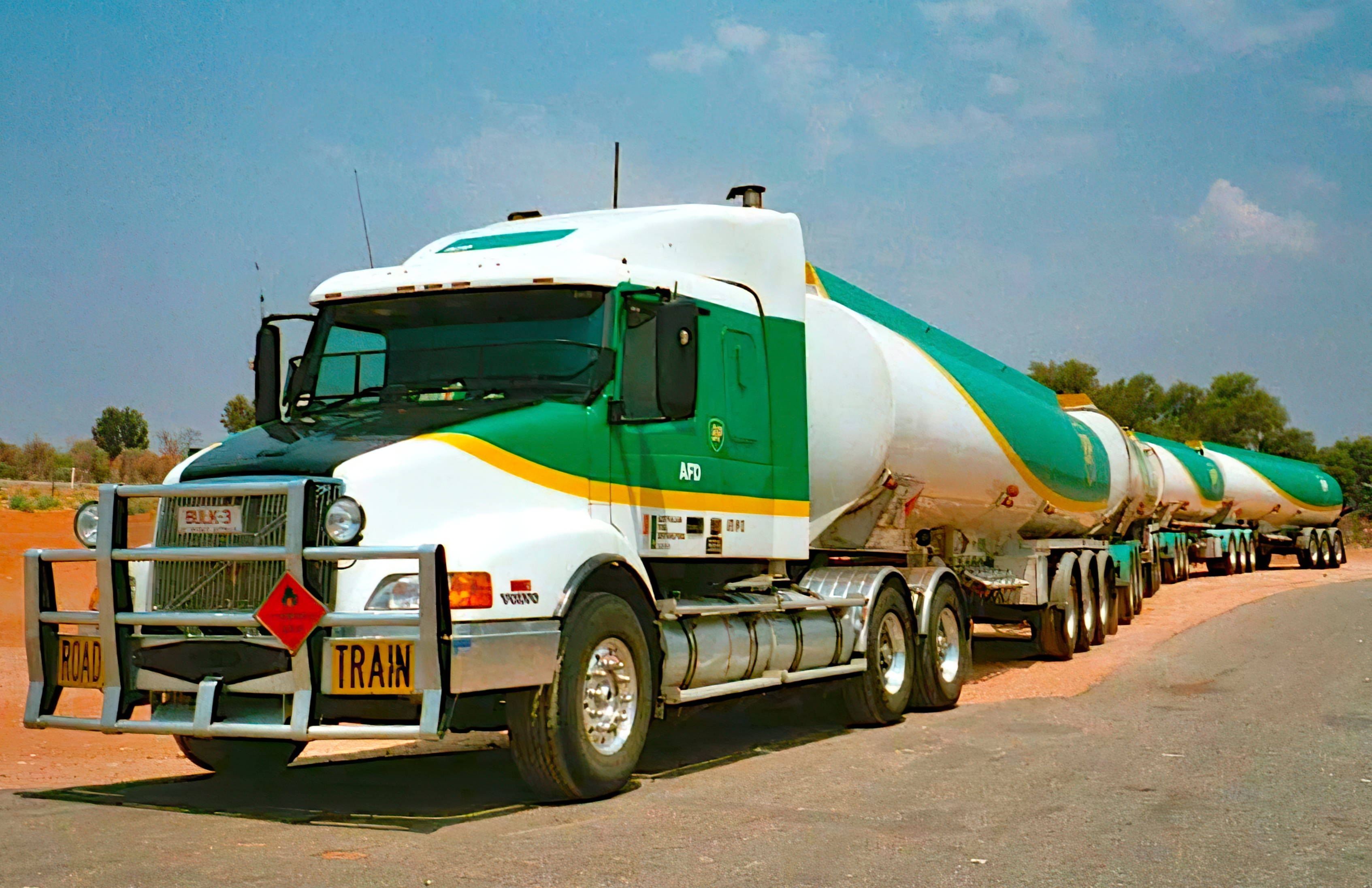
Автопоезд в Австралии. Виден массивный кенгурятник

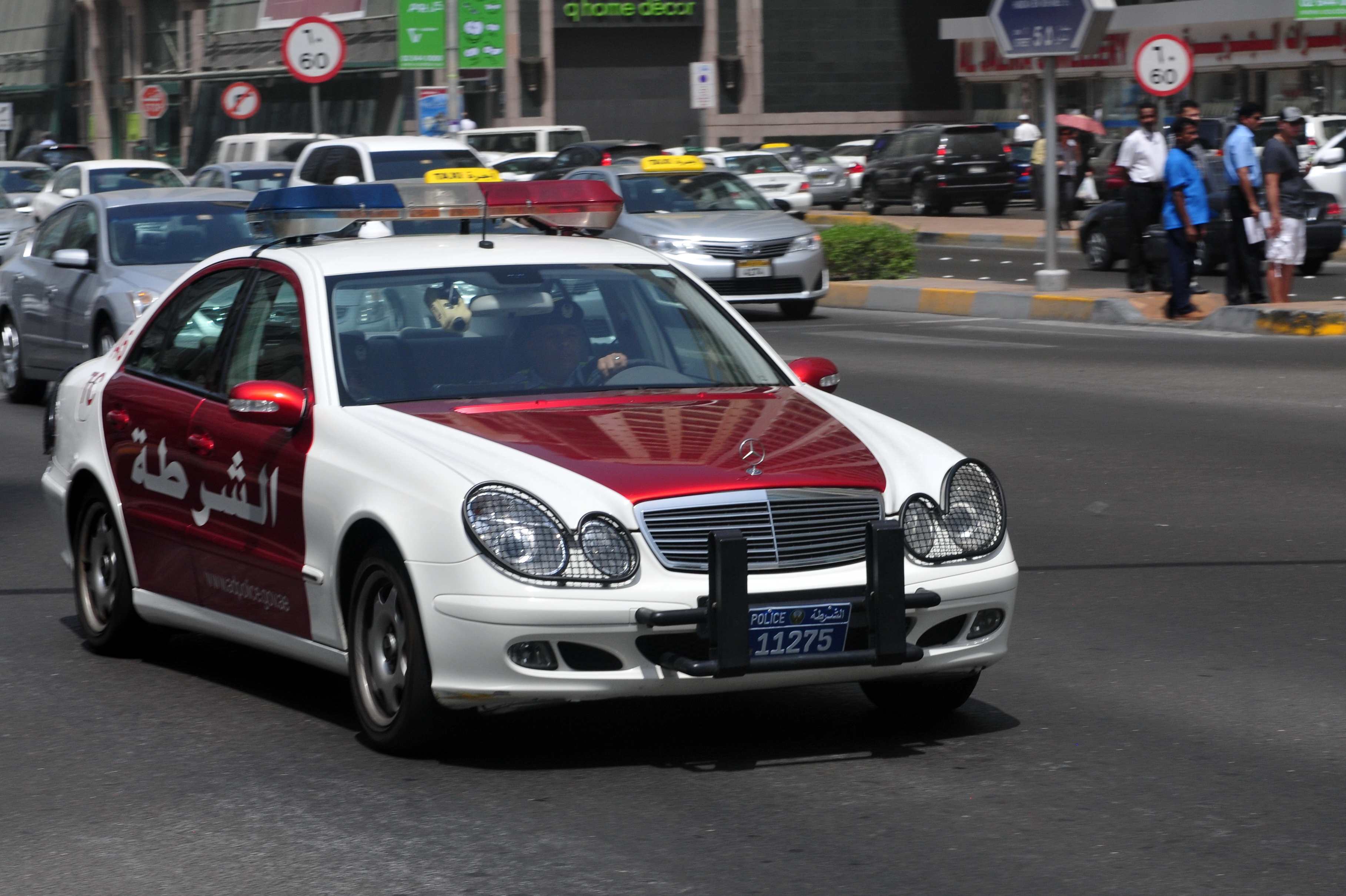
Кенгурятник полицейской машины в Абу-Даби

Кенгурятник (кенгурин, кенгурушник, бугель) — это металлическая конструкция, крепящаяся на автомобиль к раме или кузову спереди и реже сзади. Предназначен для защиты кузова автомобиля при езде по пересечённой местности и столкновениях с животными. Кенгурятник устанавливается в первую очередь на внедорожники и кроссоверы, однако нередко им оснащаются и обычные легковые автомобили. Как правило кенгурятник сваривается из круглых труб.
Первоначально идея конструкции появилась в Америке, где фермеры вешали на лобовую часть пикапов деревянные калитки для разгона скота, называя их при этом скотоотбойниками. Название «кенгурятник» — русскоязычная адаптация австралийского термина «roo bar» (букв. «кенгуру-решётка»), которым обозначают конструкцию для предотвращения повреждения машины при столкновении с перебегающими дорогу животными, например, с распространёнными в Австралии кенгуру.
Использование кенгуринов (навесного оборудования) имеет несколько целей: укрепление и защита автомобилей, внешний стайлинг.
Назначение такого оборудования, его эффективность в качестве защиты кузова зависят во многом от конструкции автомобиля. Например, конструкция тяжелых рамных внедорожников, таких как: Toyota Land Cruiser, Lexus LX, Nissan Patrol, Infiniti QX80, УАЗ Хантер, УАЗ Патриот позволяет установить навесное оборудование очень прочно и действительно будет защищать кузов автомобиля при езде по бездорожью и столкновениях. Но подавляющее большинство современных внедорожников не являются рамными и их конструкция не подразумевает использование автомобиля в условиях с повышенной нагрузкой на кузов и трансмиссию автомобиля, соответственно база для прочного крепления аксессуаров из стали у них отсутствует и назначение оборудования скорее декоративное, чем защитное.

## См. также

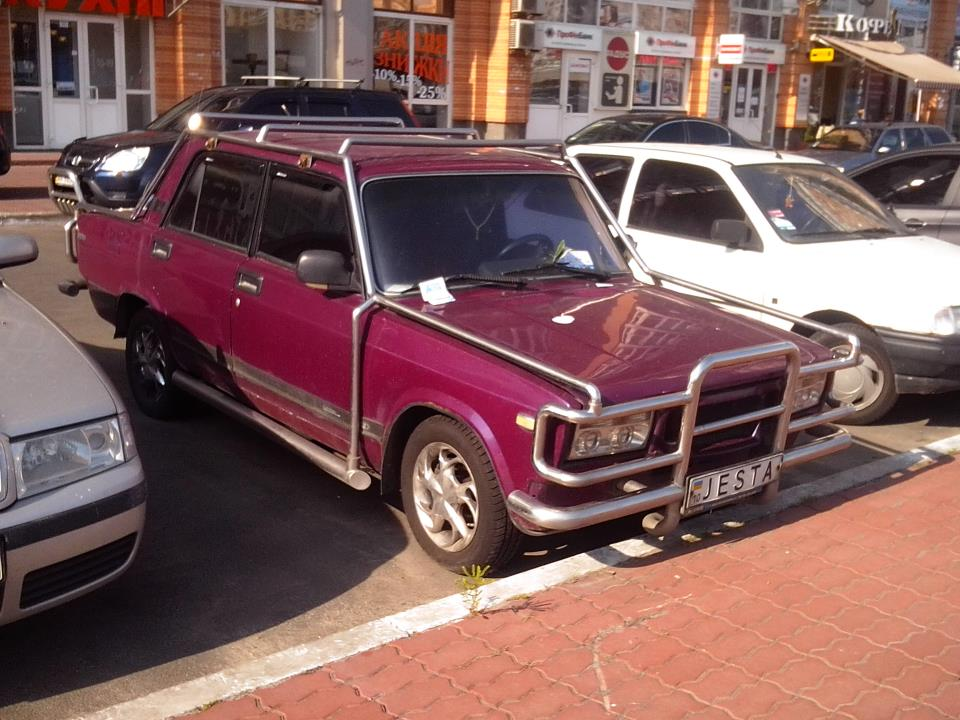
Самодельный кенгурятник на автомобиле Lada ("Жигули")